# Sibaya (Chile)
Sibaya es una pequeña localidad de la Región de Tarapacá (Chile), ubicada a unos 100 kilómetros del pueblo de Huara. Sus habitantes viven de la agricultura. El poblado fue asentado en una zona de influencia aimara, por orden de Francisco Pizarro, inicialmente se encomendó con el nombre de Tarapacá al señor Lucas Martínez Vegazo en el siglo XVI.

## Iglesia de Sibaya

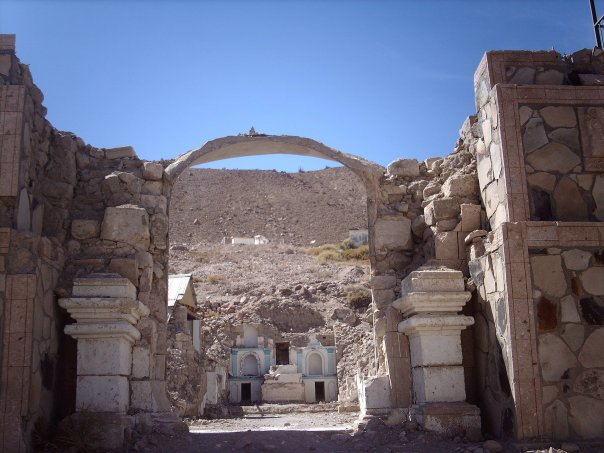
Ruinas de la iglesia en 2010.

Uno de sus tesoros más preciados es su iglesia. A ella se llega Internándose en el desierto de Tarapacá llegando al límite entre pampa y altiplano, en la provincia del Tamarugal en la comuna de Huara. Se sitúa la localidad de Sibaya. Poblado que junto a las comunidades de Usmagama, Mocha y Huasquiña; data del periodo precolombino y se constituye como un importante escenario en el proceso de la colonización y evangelización Andino Americana.
Entre los años 1540 y 1606, este poblado perteneció a la jurisdicción eclesiástica del arzobispado del Cuzco. En este periodo la actividad y presencia del obispado fue financiada por los encomenderos. Posterior a esto, a partir de las primeras décadas del siglo XVI, la nueva administración del Obispado de Arequipa se hace cargo de la Iglesia de Sibaya y sus alrededores, hasta el término del periodo colonial e inicio de la república.
Fue dañada gravemente por el terremoto de Tarapacá de 2005. La iglesia de Sibaya es monumento nacional en la categoría de Monumento Histórico, por decreto N.º 13 del 27 de enero de 2009. Luego de una reconstrucción, el templo fue reabierto el 5 de septiembre de 2015.
Sus principales fiestas patronales son la celebración a la Virgen Asunta y a San Nicolás.